# Jallaram Kamanpur
Jallaram Kamanpur é uma vila no distrito de Karimnagar, no estado indiano de Andhra Pradesh.

## Demografia
Segundo o censo de 2001, Jallaram Kamanpur tinha uma população de 11 100 habitantes. Os indivíduos do sexo masculino constituem 52% da população e os do sexo feminino 48%. Jallaram Kamanpur tem uma taxa de literacia de 60%, superior à média nacional de 59,5%: a literacia no sexo masculino é de 66% e no sexo feminino é de 52%. Em Jallaram Kamanpur, 11% da população está abaixo dos 6 anos de idade.